# Зерноїд білочеревий
Зерноїд білочеревий (Sporophila leucoptera) — вид горобцеподібних птахів родини саякових (Thraupidae). Мешкає в Південній Америці.

## Опис
Довжина птаха становить 12-13 см, вага 15-16 г. Виду притаманний статевий диморфізм. У самців голова, спина, крила і хвіст сірі, підборіддя біле, нижня частина тіла білувата. У представників підвиду S. l. bicolor голова, верхня частина тіла, крила і хвіст чорні, нижня частина тіла біла. Забарвлення самиць переважно світло-коричнева або оливково-коричнева, нижня частина тіла у них світліша.

## Підвиди
Виділяють чотири підвиди:
- S. l. mexianae Hellmayr, 1912 — південний Суринам (Сипалівіні) і північно-східна Бразилія (південна Амапа, північно-східна Пара, Маражо та інші острови в гирлі Амазонки);
- S. l. cinereola (Temminck, 1820) — східна Бразилія (від центрального Мараньяну на схід до Параїби та на південь до Ріо-де-Жанейро);
- S. l. leucoptera (Vieillot, 1817) — центральна і південна Бразилія (Гояс, Мінас-Жерайс, південь Мату-Гросу), Парагвай, північно-східна Аргентина (Формоса, Чако і Санта-Фе);
- S. l. bicolor (d'Orbigny & Lafresnaye, 1837) — крайній південний схід Перу (Пуно) і Болівія.

## Поширення і екологія
Білочереві зерноїди мешкають в Бразилії, Болівії, Перу, Парагваї, Аргентині і Суринамі. Вони живуть на луках, зокрема на заплавних, на болотах і на інших водно-болотних угіддях та в чагарникових заростях поблизу води. Зустрічаються поодинці або парами, на висоті до 1100 м над рівнем моря. Живляться насінням, а також комахами. Сезон розмноження в Бразилії триває з листопада по лютий. Гніздо чашоподібне. розміщується в чагарниках або на дереві, на висоті від 2,5 до 4,5 м над землею, часто поблизу води. В кладці 2 білуватих яйця, поцяткованих чорними і коричневими плямками. Насиджує лише самиця, за пташенятами доглядають і самиці, і самці.